# Веракрус (город)
Веракру́с (исп. Veracruz, «Истинный Крест»), официально Героический Веракрус (исп. Heroica Veracruz) — портовый город и муниципалитет, расположенный на побережье Мексиканского залива в штате Веракрус, Мексика. В ряде источников, например в первом издании «БСЭ» описывается как Вера Крус.
Город основан Эрнаном Кортесом 22 апреля 1519 года. Располагается в 90 км к юго-востоку от столицы штата, города Халапа. Крупнейший по населению город штата. Согласно переписи 2010 года, население составляет 552 156 жителей в черте города и 702 394 в муниципалитете.
Веракрус — старейший, крупнейший и, исторически, самый важный порт Мексики. В 1948 году указом президента Алемана Вальдеса Веракрусу было присвоено почётное прозвание «Четырежды героический», в честь пережития четырёх иностранных вторжений.

## История
Город был основан как портовая база Эрнаном Кортесом в 1519 году под именем исп. La Villa Rica de la Vera Cruz, Богатый порт Животворящего креста и вскоре стал главным атлантическим портом Новой Испании.
Веракрус неоднократно подвергался нападениям пиратов, в частности в 1653, 1683 (при участии Ван Доорна, Граммона и Лоренса Де Граффа) и 1712. Для предотвращения подобного в гавани была построена крепость Сан-Хуан-де-Улуа.
Город четырежды успешно оборонялся: в 1815 от испанских колониальных войск, в 1838 от французского флота, в 1847 от американских войск в период Американо-мексиканской войны (однако был взят 29 марта 1847 Уинфилдом Скоттом). Также он был взят в 1861 французскими войсками.
В 1914 был оккупирован ВМФ США в течение семи месяцев.

## Образование
Университет Веракруса был основан в 1944 году. Он был создан путём объединения нескольких высших учебных заведений.В настоящее время это главный центр высшего образования в штате Веракрус, с пятью кампусами и двадцатью семью филиалами в штате.Студенческое население составляет около 70 000 человек; выдаются дипломы в шестидесяти разных областях знаний.
Технологический институт Веракруса был основан в 1946 году Исмаэлем Лагунсом Ластра. Начал свою деятельность как школа искусств и писем с миссией по обучению студентов рабочим местам, связанным с развивающимся портом и промышленной базой города.В 1952 году школа получила грант от федеральных земель и правительств штатов для расширения. Технические программы были добавлены в 1960-х годах и стали основной частью работы школы.Технологический институт Веракруса славится благодаря своему бакалавриату техники в области биохимической инженерии, магистрантам и кандидатам наук о пищевой науке и биохимической технике.
К частным университетам относится университет имени Христофора Колумба, в основном посвящённый архитектуре и администрированию.

## Климат
Как и большинство прибрежной части штата Веракрус и южных частей Тамаулипаса, город Веракрус имеет тропический климат саванны. Влажный сезон обычно длится с июня по октябрь, когда падает большая часть ежегодных осадков. Большие тропические грозы происходят ежедневно в конце дня, исходя из влажной атмосферы над Мексиканским заливом. Сухой сезон года проходит с ноября по май, с немного более прохладной погодой и менее влажными днями; что делает его гораздо более желательной частью года для посещения туристов, в отличие от бурного влажного сезона. Несмотря на сухость, зима туманная и облачная, в среднем 10-17 пасмурных дней и 11-17 туманных дней в месяц в сухой сезон. Многие туристы посещают Веракрус во время рождественских и мартовских каникул в разгар зимнего комфортного сухого сезона.
Самый влажный месяц в году - июль, среднемесячная сумма осадков - 385 мм (15,2 дюйма), а самый сухой месяц в марте - только 13 мм (0,51 дюйма) осадков.

## Культура
Веракрус имеет богатые музыкальные традиции и является родиной нескольких музыкальных жанров.
Ежегодно в феврале в городе проходит карнавал, который считается вторым после Рио-де-Жанейро в Латинской Америке.

## Транспорт
Город обслуживается международным аэропортом. Веракрус связан железнодорожным сообщением с Халапой и Мехико.

## Галерея
- Дворец правительства
- Город в 1834
- Маяк Карранса
- Город в 1854

## Города-побратимы
- США, Майами, Флорида.
- США, Сан-Хосе, Калифорния.
- США, Корпус-Кристи, Техас.
- США, Мобил, Алабама.
- США, Галвестон, Техас.
- США, Ларедо, Техас.
- Испания, Валенсия.
- Испания, Альмерия.
- Испания, Овьедо.
- Словакия, Братислава.
- Чили, Вальпараисо.
- Куба, Гавана.